# Приказ общественного призрения
Приказ общественного призрения — губернское учреждение, введённое в России Екатериной II в 1775 году, в ведении которого находилось управление народными школами, госпиталями, приютами для больных и умалишённых, больницами, богадельнями и тюрьмами. Собирался из выборных заседателей под председательством государственного чиновника.

## История
Приказы общественного призрения введены «Учреждением о губерниях» императрицы Екатериной II в 1775 году для управления и развития приютов и учреждений народного образования (устройство и заведование народными школами, сиротскими домами, больницами, аптеками, богадельнями, работными и смирительными домами). Для увеличения финансирования приказов им было разрешено принимать вклады на хранение и выдавать ссуды под недвижимость и государственные процентные бумаги. 
Управление народными школами уже в 1782 году перешло к Комиссии об учреждении народных училищ. В 1866 году в ведение губернских правлений и попечительных о тюрьмах комитетов передано управление рабочими и смирительными домами. С введением земских учреждений дела приказов общественного призрения отошли к земству, а финансовые ресурсы были распределены по губерниям с 1 января 1869 года. 
По Уставу о общественном призрении, принятом в 1857 году (ред. от 1892 г.), к 1901 году приказы общественного призрения существовали в следующих неземских губерниях:
- Архангельская губерния
- Астраханская губерния
- Витебская губерния
- Волынская губерния
- Гродненская губерния
- Киевская губерния
- Могилёвская губерния
- Полтавская губерния
- Ставропольская губерния
- Тобольская губерния
- Томская губерния
- Енисейская губерния
- Иркутская губерния
- Область Войска Донского

## Порядок работы
Власть каждого приказа распространялась только на одну губернию. Председательствовал в приказе губернатор губернии, также в руководстве приказа состояло 3 члена (заседатели или депутаты), избираемые по одному от дворянства, городского общества губернского города и поселян. В некоторых губерниях сюда присоединялись губернский предводитель дворянства и член приказа, назначаемый по усмотрению министра внутренних дел. Все дела решались в присутствии всех членов приказа.
Доходы приказа формировались из процентов неприкосновенного фонда в билетах комиссии погашения государственных долгов и в облигациях главного общества железных дорог. Кроме того финансирование приказов осуществлялось за счёт пособий от городов и казны, пожертвований, пени и штрафов (взыскания за невыполнение в двухгодичный срок раздела в наследственном имении, за нарушение постановлений о питейном сборе и прочее), хозяйственных и прочих доходов (доходы от рабочих домов, фабрик и т. п.).  Несмотря на неудовлетворительность состава и скудность средств, некоторые приказы развили довольно успешную деятельность по общественному призрению.